# Nedbrudt højmose
Nedbrudte højmoser med mulighed for gendannelse er tidligere højmoser, dvs. højmoser der ikke mere er i vækst men er under nedbrydning, af en eller flere grunde, men hvor væksten kan komme i gang igen ved en eller anden form for indgreb.
Nedbrudt højmose er en betegnelse for en naturtype i Natura 2000-netværket, med nummeret 7120.

## Dannelsesforhold
Disse moser vil enten modtage for lidt vand gennem nedbør, eller modtage andet vand, f.eks. overfladevand eller grundvand. Mosens overflade er sunket sammen og dermed blevet flad eller konkav, og er ikke – eller kun ganske lidt – hævet over det omgivende lands niveau. Er mosens overflade sænket under det omgivende lands niveau, vil dette næsten helt sikkert medføre tilgang af overfladevand og dermed tilførsel af næringsstoffer.
Der kan være flere årsager til at en højmose er under nedbrydning – ofte direkte eller indirekte menneskeskabte
- Der kan være eller have været udvinding af tørv hvorved det aktive øverste lag af højmosen er skrællet bort
- Af naturlige eller menneskeskabte årsager kan der være kommet en tilgang af næringsstoffer, ofte med vand, og/eller kalk som enten direkte hæmmer tørvemossets vækst og/eller medfører at tørvemosset udkonkurreres af andre vegetationsformer
- Af naturlige eller menneskeskabte årsager, f.eks. dræning, er vandstanden i højmosen sænket så meget at tørvemossets vækst hæmmes eller standses helt. Samtidig sker typisk tilgroning med buske og træer på den nu mere tørre moseflade.

For at gendanne væksten er det som regel nødvendigt med en eller flere menneskeskabte indgreb
- Tørveudvinding kan standses (man holder op med at gøre noget der skader mosen)
- Hvis tilførsel af næringsstoffer er menneskeskabt kan denne standses, er den naturlig kan man f.eks. ændre et åløb eller lignende der forhindrer en øget naturlig tilgang af næringsstoffer
- Hvis vandstanden er sænket pga. dræning kan man ophøre med dræningen. Er vandstandssænkningen naturlig kan man f.eks. dæmme op
- Vegetation der ikke er hjemmehørende i højmosen kan fjernes. Dette må ofte gøres med håndkraft, da maskiner enten ikke kan køre i højmosen eller skader mosens vækstzone

## Plantevækst
Vegetationen omfatter en del af – men ikke alle – de arter der findes i Aktive højmoser. Ofte vil f.eks. de insektædende arter som f.eks. Rundbladet Soldug mangle. Omvendt vil der være en eller flere Pionerplanter, herunder træer, som f.eks. Vorte-Birk, Skovfyr.

## Videre udvikling
Når den nedbrudte højmoses mulighed for gendannelse efterhånden fortabes, vil den ofte overgå til naturtypen Skovbevoksede tørvemoser.
I Lille Vildmose har man lavet forsøg med gendannelse.